# لوح بروتين

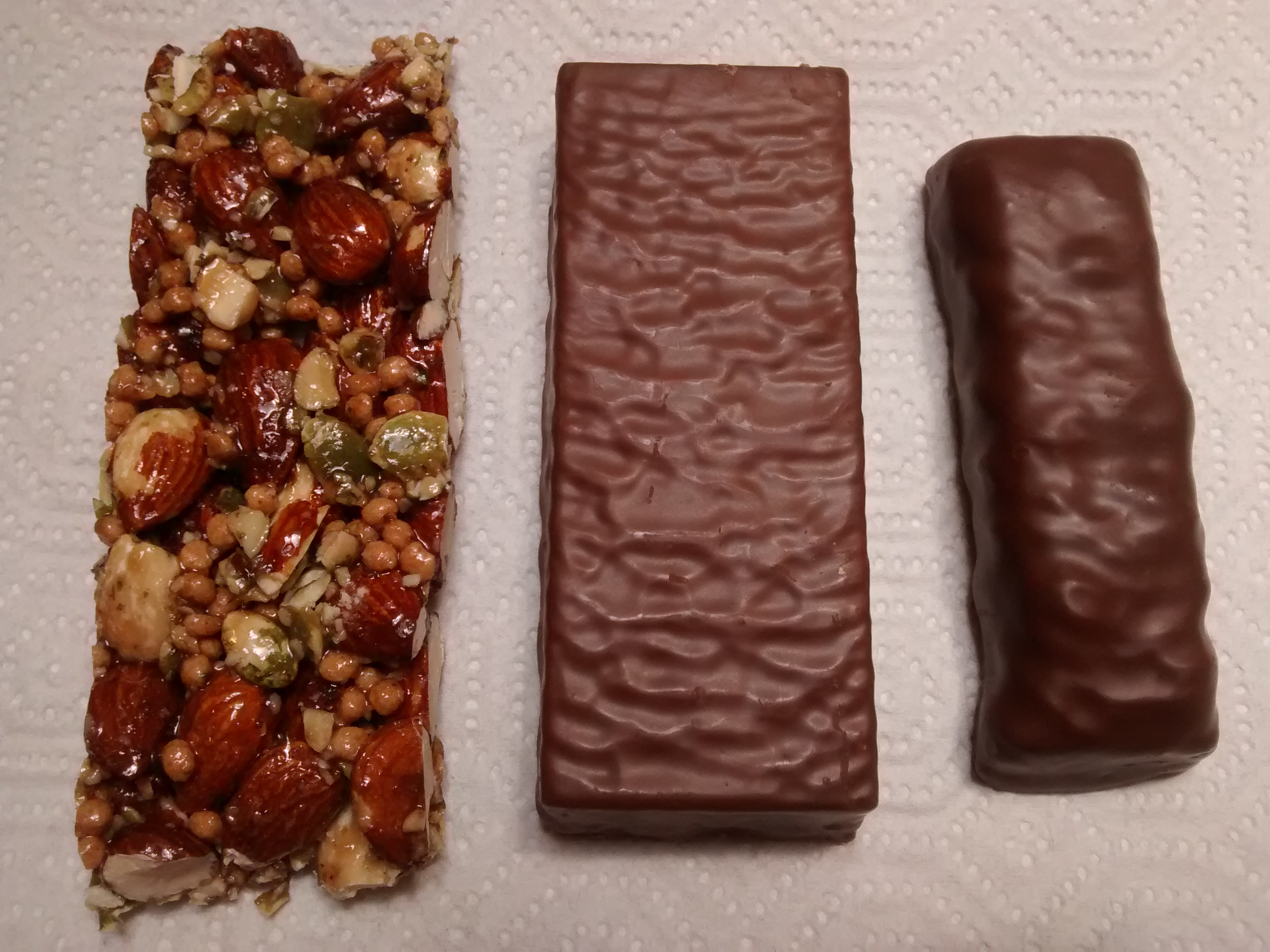
ثلاثة ألواح بروتين: من اليسار إلى اليمين، لوح Kind، ولوح Clif، ولوح LUNA.

ألواح البروتين (بالإنجليزية: Protein bar)‏ هي ألواح تغذية تحتوي على نسبة عالية من البروتين، والكربوهيدرات والدهون.

## الغرض الغذائي
تُستهلك ألواح البروتين في المقام الأول من قبل الأشخاص الذين يريدون مصدرًا مناسبًا للبروتين الذي لا يتطلب تحضيرًا (ما لم يكن مصنوعًا في المنزل). هناك أنواع مختلفة من ألواح الطعام لتلبية مختلف الأغراض. تُوفّر ألواح الطاقة غالبية طاقتها الغذائية (السعرات الحرارية) في شكل كربوهيدرات. تهدف ألواح بديل الوجبات إلى استبدال مجموعة متنوعة من العناصر الغذائية في الوجبة. عادةً ما تكون ألواح البروتين أقل في الكربوهيدرات من ألواح الطاقة، وتحتوي على فيتامينات ومعادن غذائية أقل من ألواح بديل الوجبات، وأعلى بكثير في البروتين من أي منهما.
تُستخدم ألواح البروتين بشكل أساسي من قبل الرياضيين أو المتحمسين للتمارين الرياضية لبناء العضلات.

## مكانة لوح البروتين
بالإضافة إلى العناصر الغذائية الأخرى، يحتاج جسم الإنسان إلى البروتين لبناء العضلات. في مجالات اللياقة البدنية والطب، من المقبول عمومًا أن البروتين بعد التمرين يساعد في بناء العضلات المستخدمة. بروتين مصل اللبن هو أحد مصادر البروتين الأكثر شيوعًا المستخدمة للأداء الرياضي. تشمل مصادر البروتين الأخرى بروتين زلال البيض والكازين، والذي يُعرف عادةً باسم المكون الهضمي البطيء لبروتين الحليب. قد تستخدم ألواح البروتين البديلة بروتين الحشرات كمكون. تحتوي ألواح البروتين النباتي على بروتينات نباتية فقط من مصادر مثل البازلاء والأرز البني والقنب وفول الصويا.

## مشاكل

### محتوى السكر
قد تحتوي ألواح البروتين على مستويات عالية من السكر، ويطلق عليها أحيانًا «قطع حلوى مقنعة».

### الجدل حول المكملات
هناك خلاف حول كمية البروتين المطلوبة للأفراد النشطين والأداء الرياضي. تُظهر بعض الأبحاث أن مكملات البروتين ليست ضرورية. يستهلك الرياضيون بشكل عام مستويات أعلى من البروتين مقارنة بعامة السكان من أجل تضخم العضلات ولتقليل كتلة الجسم النحيلة المفقودة أثناء فقدان الوزن.